# Paquistanização
A paquistanização é um neologismo que se refere à divisão contínua de qualquer sociedade ao longo de linhas religiosas, como aconteceu com a divisão da Índia entre hindus e muçulmanos.
Na Europa, Alija Izetbegović, o primeiro presidente da República da Bósnia e Herzegovina, começou a abraçar o "modelo paquistanês" na década de 1960, alienando os sérvios que usariam essa ideologia para atacar os bósnios mais tarde, enquanto em sua Declaração Islâmica ele "designou o Paquistão como um país modelo a ser imitado pelos revolucionários muçulmanos em todo o mundo".

Alguns africanos ocidentais foram inspirados pelo movimento de independência da Índia. Em 1920, africanos ocidentais educados formaram o Congresso Nacional da África Ocidental Britânica, que modelou seu nome no Congresso Nacional Indiano. De acordo com Ali Mazrui, a faceta do movimento de independência indiana que os africanos ocidentais acharam mais admirável foi a unidade dos povos indígenas durante a luta. Em 1936, HO Davies disse:
"Os africanos devem seguir a Índia – a única maneira é que os africanos cooperem e façam sacrifícios na luta pela liberdade."
Segundo Ali Mazrui,
"Mas o surgimento da Liga Muçulmana na Índia como um movimento secessionista sério logo quebrou o mito da unidade no modelo indiano. Uma nova palavra entrou no vocabulário do nacionalismo da África Ocidental – a palavra era 'paquistanização'."
Kwame Nkrumah, do Gana, e Nnamdi Azikiwe, da Nigéria, ficaram preocupados com a possível paquistanização em seus respectivos países e na África como um todo. O Manifesto Eleitoral de 1954 do Partido Popular da Convenção contém a seguinte mensagem:
"Vimos a tragédia do comunalismo religioso na Índia e em outros lugares. Não nos deixe dar a chance de criar raízes e florescer em Gana. Abaixo a paquistanização!"

## Nigéria
A paquistanização tornou-se uma preocupação no movimento de independência da Nigéria. As subdivisões primárias da Nigéria consistiam na Região Norte dominada por Hausa-Fulani, a Região Ocidental dominada por iorubás e a Região Oriental dominada por Ibos. Além dessas diferenças étnicas, a região norte era principalmente muçulmana, enquanto as regiões ocidental e oriental eram principalmente cristãs. Na década de 1950, a Região Norte ameaçou se separar. Godfrey Mwakikagile observou que foi a região Norte que foi a primeira região ameaçando se separar. Na Conferência Geral de 1950 em Ibadan, os delegados da Região Norte exigiram 50% dos assentos na legislatura da Nigéria e ameaçaram a secessão de outra forma. Em 1958, Nnamdi Azikiwe disse:
"É essencial que a má vontade não seja criada para encorajar um Paquistão neste país."
O objetivo original do contragolpe contra o governo de Johnson Aguiyi-Ironsi em 29 de julho de 1966 era facilitar a secessão da Região Norte do resto da Nigéria.
Também observado na guerra civil nigeriana.

## Sudão
Em fevereiro de 2011, Mazrui usou o termo para descrever a divisão do Sudão em Sudão propriamente dito, que é principalmente muçulmano, e Sudão do Sul, que é principalmente cristão e animista.